# Sziklacsörgőkígyó
A sziklacsörgőkígyó (Crotalus lepidus) a viperafélék családjába tartozó kígyófaj. Mexikó középső és északi részén, valamint az Egyesült Államok délnyugati határvidékén él.

## Megjelenése

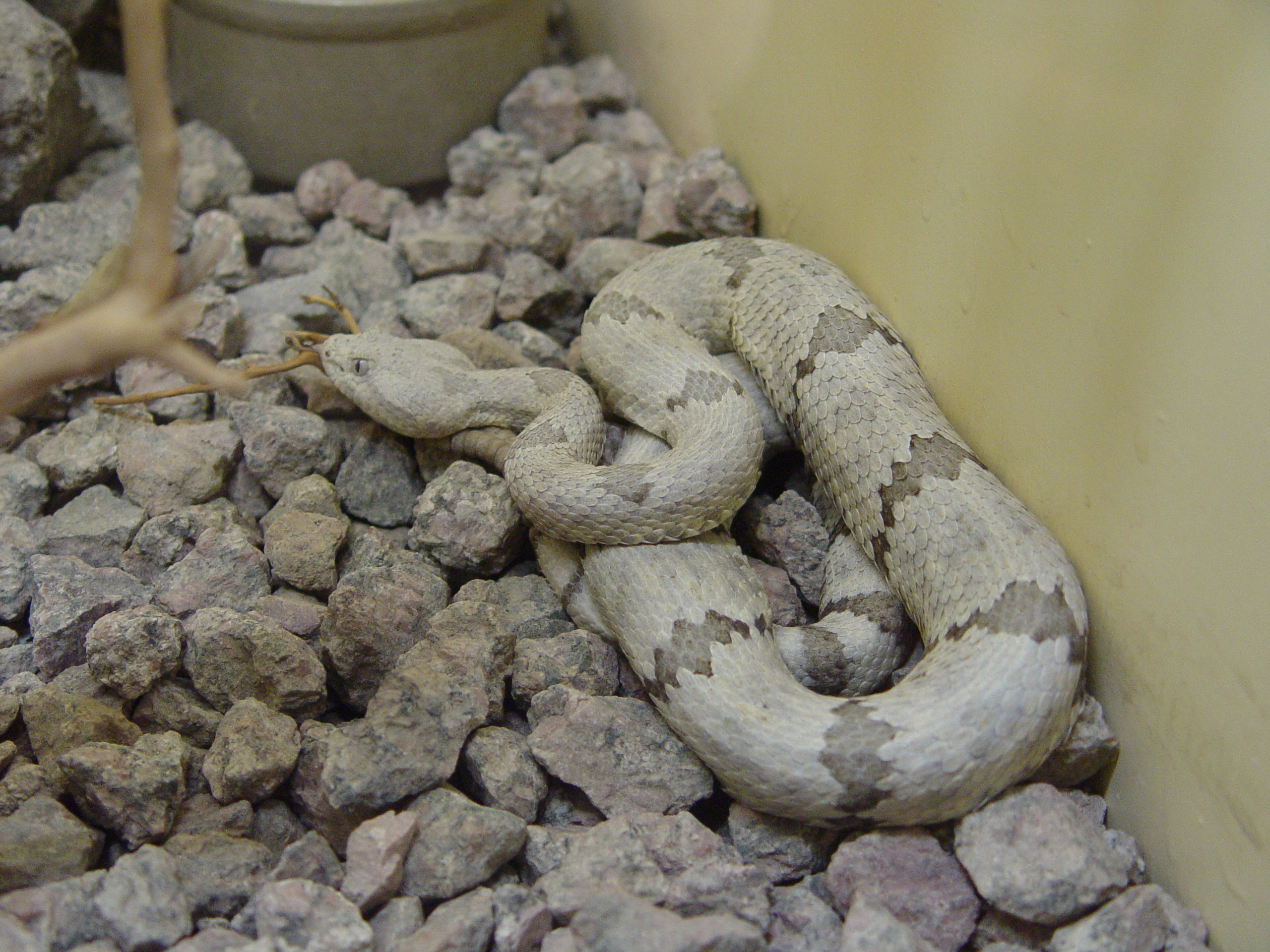

A sziklacsörgőkígyó ritkán haladja meg a 80 cm-es hosszúságot, de teste meglehetősen vaskos. Feje nagy és a nyaktól jól elkülönül. Szemeiben a pupillák függőleges rés alakúak. A többi csörgőkígyóhoz hasonlóan farka végén szaruból álló csörgőt visel, amely minden vedlésnél újabb szegmenssel hosszabbodik. Kora azonban nem állapítható meg biztonsággal a csörgő alapján, mert letörhetnek belőle darabok és évei száma nem feltétlenül egyezik meg a vedlések számával.
Alapszíne változatos lehet, többnyire megegyezik a környezetében található sziklás árnyalatával. A mészkőben gazdag vidékeken élő csörgőkígyók világosszürkék, ritkásan elhelyezkedő, keskeny, sötétszürke keresztsávokkal. A nagyobb tengerszint fölötti magasságon honos kígyók általában sötétebbek. A Davis Mountains foltos szikláin a csörgőkígyók alapszíne rózsaszínesebb és egyöntetű sávok helyett sötétszürke pöttysorokat viselnek.

## Elterjedése
Az Egyesült Államokban Arizonában, Új-Mexikó déli részén és Délnyugat-Texasban; Mexikóban Kelet-Sonorában, Chihuahuában, Durangóban, Kelet-Sinaloában, Zacatecasban, Kelet-Nayaritban, Észak-Jaliscóban, Aguascalientesben, San Luis Potosi és Nuevo Leon nyugati felén, Coahuilában és Délnyugat-Tamaulipasban él.

## Életmódja

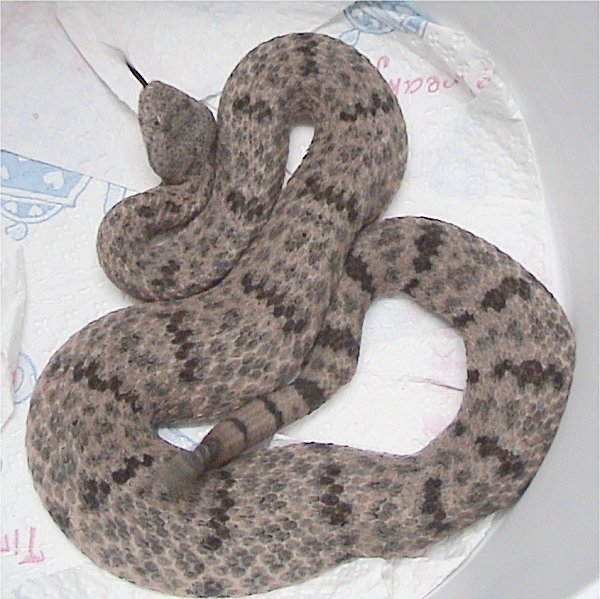
C. lepidus lepidus

Sziklás lejtőkön, hegyoldalakon, kőbányákban fordul elő, ahol rejtőszínével jól beolvad a környezetbe. Nem agresszív kígyó, ha veszélyt (pl. közelgő embert) érzékel, igyekszik elrejtőzni. Többnyire csak akkor mar, vagy akár csörgeti a farka végén lévő csörgőjét, ha megpiszkálják, hozzáérnek. Főleg kirándulókat mar meg, akik véletlenül rálépnek, vagy lábukkal súrolják. Mérgük elsősorban hemotoxinokat, kisebb mértékben neurotoxinokat tartalmaz. Marásuk polivalens vakcinával jól kezelhető.
A sziklacsörgőkígyó éjjel aktív, ilyenkor vadászik kisemlősökre, gyíkokra, esetenként békákra. Hűvösebb időjárás esetén aktívabbak a többi csörgőkígyófajnál.
Tavasszal párzanak és a nőstény négy hónappal később hat-nyolc ivadékot hoz a világra. A többi viperához hasonlóan nem tojásrakók, a megtermékenyített tojások a nőstény testében fejlődnek ki. Az újszülött kígyók szüleik kicsinyített másai és három év alatt lesznek ivarérettek.
Sziklacsörgőkígyókat a világ számos állatkertje tart és helyenként állatkereskedésben is kaphatóak; a terraristák kedvelik szelíd természete és változatos színezete miatt. Ezek többnyire vadon elfogott példányok, fogságban csak ritkán szaporodik.

## Alfajai
| Alfaj                | Leíró                           | Magyar név                    | Elterjedés                                            |
| -------------------- | ------------------------------- | ----------------------------- | ----------------------------------------------------- |
| C. lepidus klauberi  | Gloyd, 1936                     | Csíkos sziklacsörgőkígyó      | Arizona, Új-Mexikó, Texas, Mexikóban Jaliscótól délre |
| C. lepidus lepidus   | Kennicott, 1861                 | Foltos sziklacsörgőkígyó      | Új-Mexikó, Texas, Mexikóban Chihuahua állam           |
| C. lepidus maculosus | W. Tanner, Dixon & Harris, 1972 | Durango Rock-i csörgőkígyó    | Mexikó (Durango, Sinaloa, Nayarit, Jalisco)           |
| C. lepidus morulus   | Klauber, 1952                   | Tamaulipasi sziklacsörgőkígyó | Mexikó (Keleti-Sierra Madre)                          |

## Természetvédelmi helyzete
A sziklacsörgőkígyó a Természetvédelmi Világszervezet Vörös listáján nem fenyegetett státusszal szerepel. Bár egyes populációi nem nagy létszámúak, nagy területen elterjedt, egyedszáma 10-100 ezer között van és jelentősebb csökkenést nem figyeltek meg. Élőhelyét útépítés, településfejlesztés, bányászat fenyegetheti. Új-Mexikó államban veszélyeztetett fajként van nyilvántartva.  

## Fordítás
- Ez a szócikk részben vagy egészben  a   Crotalus lepidus című angol Wikipédia-szócikk ezen változatának fordításán alapul.  Az eredeti cikk szerkesztőit annak laptörténete sorolja fel. Ez a jelzés csupán a megfogalmazás eredetét és a szerzői jogokat jelzi, nem szolgál a cikkben szereplő információk forrásmegjelöléseként.